# Villa Haase (Hannover)

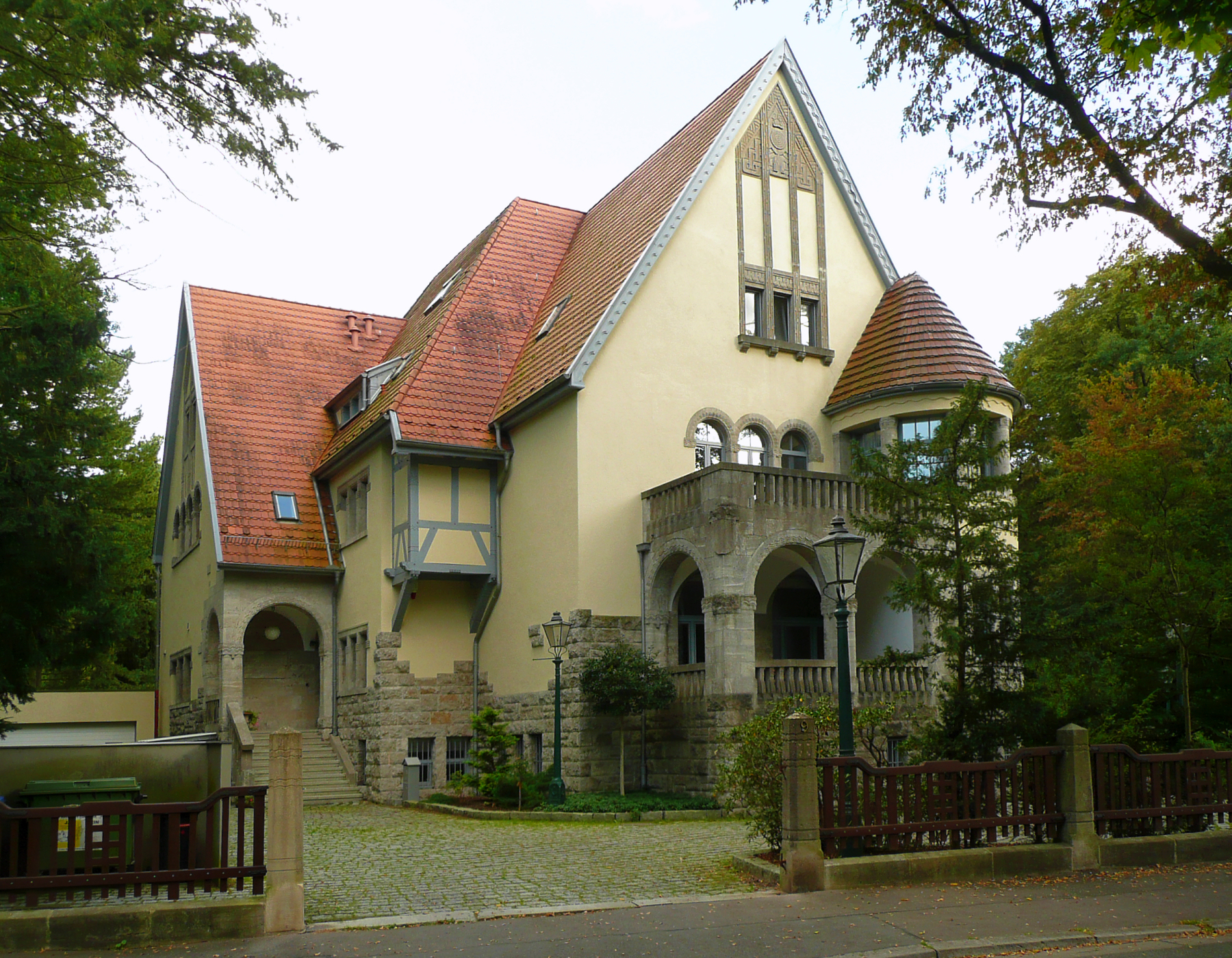
Villa Haase

Die Villa Haase ist eine Villa im hannoverschen Stadtteil Kleefeld. Sie steht auf dem Grundstück Spinozastraße 9 im sogenannten Philosophenviertel, dessen Straßen nach Philosophen benannt sind. Das 1908–1910 für den Karussellbauer und -betreiber Hugo Haase errichtete Jugendstilgebäude steht unter Denkmalschutz. Im Volksmund wurde es früher Groschenburg genannt, weil Haase den Bau mit Groschen für die Benutzung seiner Karussells finanziert hatte.

## Beschreibung

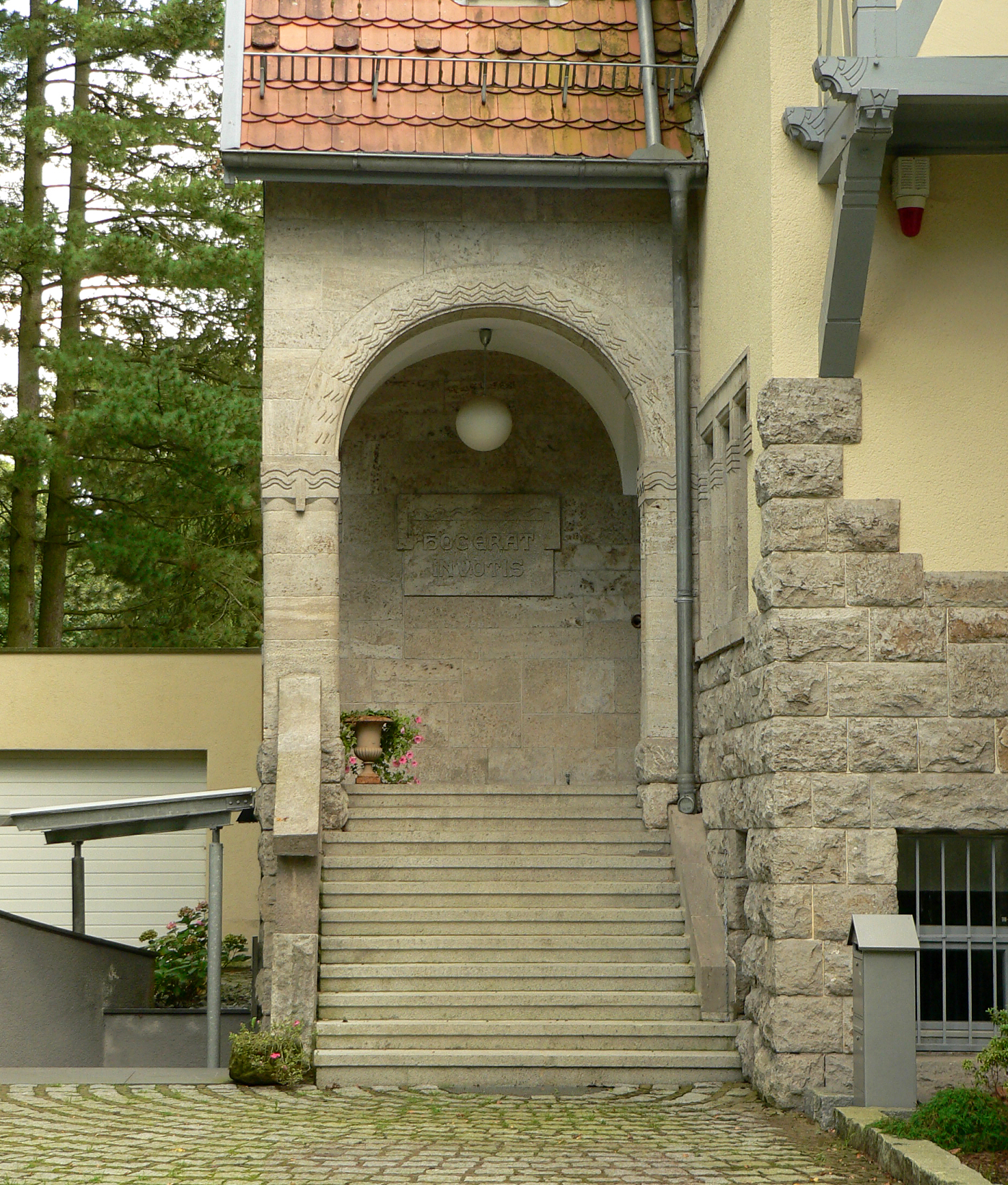
Eingang mit der Inschriftenplatte

Die Villa entstand nach Plänen des Architekten Erdmann Hartig, der ein gleichaltriger Jugendfreund von Haase aus Winsen (Luhe) war. Das viergeschossige Gebäude steht auf einem Granitquader-Sockel, der über das Erdgeschoss hinausreicht. Der Giebel zur Straße weist Zierelemente auf. Neben der Eingangstür ließ Haase auf einer Sandsteinplatte die lateinische Inschrift „Hoc erat in votis“ (deutsch: Das war mein Herzenswunsch) anbringen. Die Innenausstattung der Villa war luxuriös. Sie verfügte unter anderem über ein Wohn- und Kaminzimmer, ein Musikzimmer, ein Herrenzimmer und ein Billardzimmer. Das Gebäude ist von einer mehrere Tausend Quadratmeter großen Garten- und Parkanlage umgeben.

## Geschichte
1926 musste Haase die Villa verkaufen, da er sich wegen starker Konkurrenz in wirtschaftlichen Schwierigkeiten befand. Erwerber war der Textilfabrikant Gustav Fränkel. Wegen der sogenannten Arisierungen emigrierte Fränkel 1938 nach Argentinien. Danach wurde die Villa von den Brüdern Heinrich und Conrad Hartmann erworben, die 1918 das Bürobedarfsunternehmen Geha gegründet hatten. Kurz vor dem Ende des Zweiten Weltkriegs wurden bei einem der letzten Luftangriffe auf Hannover das Gästehaus und die Remise auf dem Grundstück zerstört. Die Rückseite der Villa erlitt ebenfalls einen Schaden, der nach Kriegsende behoben wurde.
1989 erwarb der Unternehmer Manfred Bernau das Gebäude. Er bewohnte es nicht, sondern veräußerte es 1992 wieder an den Immobilienkaufmann und Ex-Präsident des Sportvereins SV Arminia Hannover Peter Krasemann. Erst 10 Jahre später erfolgte eine Grundsanierung des Gebäudes. Danach gab es häufige Besitzerwechsel. 2016 beabsichtigte eine Handels- und Verwertungsgesellschaft aus Frankfurt am Main in dem Haus eine Art Flohmarkt mit Antiquitäten zu veranstalten. Ein dazu von der Stadt Hannover erlassenes Verbot betätigte das Verwaltungsgericht Hannover.